# Ut ager quamvis fertilis sine cultura fructuosus esse non potest, sic sine doctrina animus
 Ut ager quamvis fertilis sine cultura fructuosus esse non potest, sic sine doctrina animus  лат. (изговор: ут агер гвамвис фертилис сине култура фруктуозус есе нон потест, сик сине доктрина анимус.) Као што њива, премда је плодна, без обраде не може бити родна, тако исто и  дух без наставе. (Цицерон)

## Поријекло изреке
Изрека се приписује   римском  државнику и   бесједнику   Цицерону.

## Тумачење
Није довољан само таленат, оно што је природа дала,  неопходно је упорно радити да би било плодова.